# Julius Kuhl
Julius Kuhl (ur. 1947) – niemiecki psycholog. Profesor uniwersytetu w Osnabrück. Sformułował on własną koncepcję kontroli działania.

## Perspektywa badawcza
Kuhl rozwijał podejście nazywane perspektywą kontroli działania. Podejście to interesuje się zjawiskami poznawczymi, motywacyjnymi i afektywnymi, które bądź wspierają sprawowanie kontroli przez człowieka bądź je utrudniają (np. wyuczona bezradność). Do nurtu tego zaliczyć można takich badaczy jak Martin Seligman, Albert Bandura, Walter Mischel. Został on zapoczątkowany przez prace Jacka Brehma w latach 60. XX w., który prowadził badania nad zjawiskiem reaktancji, a także przez badania Martina Seligmana (i współpracowników) nad wyuczoną bezradnością u ludzi i zwierząt.

## Koncepcja kontroli działania Kuhla
Kuhl badał kontrolę działania, w języku potocznym nazywaną po prostu siłą woli. Wyróżnił on orientację na stan oraz orientację na działanie.

Orientacja na stan utrudnia, a czasami uniemożliwia realizację własnych zamierzeń. Osoby z taką orientacją mają problemy z samodyscypliną i silną wolą. Przyjęcie orientacji na stan przejawia się w powracaniu w myślach do negatywnych doświadczeń, rozpamiętywaniu doznanych porażek. Osoba taka powtarza w myślach negatywne doświadczenia i nie potrafi się od takich myśli "odkleić". U osoby takiej występuje tzw. "zdegenerowana intencja", czyli zamiast kompletnego zamiaru występuje tylko zamysł przyszłego działania. Zamysłowi temu brakuje elementarnych części programu operacyjnego np. określenia kiedy zostanie on zrealizowany, przy pomocy jakich środków bądź jakim sposobem. Taka wybrakowana intencja nie umożliwia "przeskoku" w orientację na działanie i tym samym zrealizowania samego działania.
Kuhl utożsamia orientację na stan z wyuczoną bezradnością. Według niego depresja jest po prostu stabilizacją tej orientacji.
Orientacja na działanie jest przeciwieństwem orientacji na stan. Osoby z tą orientacją postrzegane są jako posiadające silną wolę. Nie mają one trudności z rozpoczęciem realizacji swoich zamiarów. Potrafią one zapomnieć o poniesionych porażkach i niepowodzeniach. Są wytrwałe w tym co robią. Ich zamiary są kompletne, co znaczy, że kiedy podejmują jakiś zamiar to określają jak zamierzają go osiągnąć, kiedy i w jaki sposób. Tworzą coś w rodzaju mapy umysłowej prowadzącej od zamiaru do jego realizacji.